# Caio Balsamo Gardim
Caio Balsamo Gardim (sinh ngày 11 tháng 12 năm 1992) là một cầu thủ bóng đá người Brasil.

## Sự nghiệp câu lạc bộ
Caio Balsamo Gardim đã từng chơi cho Blaublitz Akita.